# 挪威經濟
挪威经济是市场自由化和政府宏观调控成功结合的范例，依國際匯率計算的人均國內生產總值長期位居世界第二或第三位(僅次盧森堡及瑞士)，遠高於鄰國瑞典與丹麥，是當今全球最富裕、经济最发达且生活水平最高的国家之一，所得分配亦相當平均。政府控制主要的经济领域，例如石油工业。挪威的自然资源十分丰富，其主要表现在石油、水利、渔业、森林和矿产等方面，其中挪威经济很大程度上依赖石油产业及国际油价，例如1999年，挪威的石油及天然气占其出口总额的35％，作为非石油输出国组织的成员，挪威的石油输出仅次于沙特阿拉伯和俄罗斯。
挪威国内先后两次投票表决是否加入欧盟，都未能在议会中通过。主要是挪威担心加入欧盟后会对本国农业带来巨大的冲击。但是，挪威属于欧洲贸易自由圈，所以在很多程度上，挪威经济和欧盟紧密相关。
尽管挪威连续6年(2001-2006)被联合国评为最适宜居住的国家，挪威人仍然担心在未来的20年里，当石油和天然气开始耗尽时，其生活水平会开始下降。所以挪威建立了国家石油基金，将石油产业的利润用於海外投资。截至2007年11月，国家石油基金已有3800亿美元。国家石油基金有效的避免了经济过热问题，这对于像挪威这样的小国家是十分重要的。
據挪威央行統計，挪威的現金交易量自2001年起逐年減少，由佔總交易額11%降至不足6%。考慮到處理現金交易成本與保安風險，不少當地銀行均支持棄現金轉用電子交易。2017年贏得大選的保守黨政府更訂下電子化大計，包括取消必須接受現金支付的規定等，期望挪威於2030年成為全球首個無現金國家。
- 挪威出口品以天然資源為主

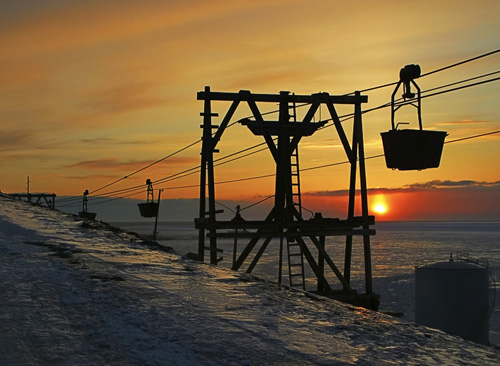
挪威煤礦場
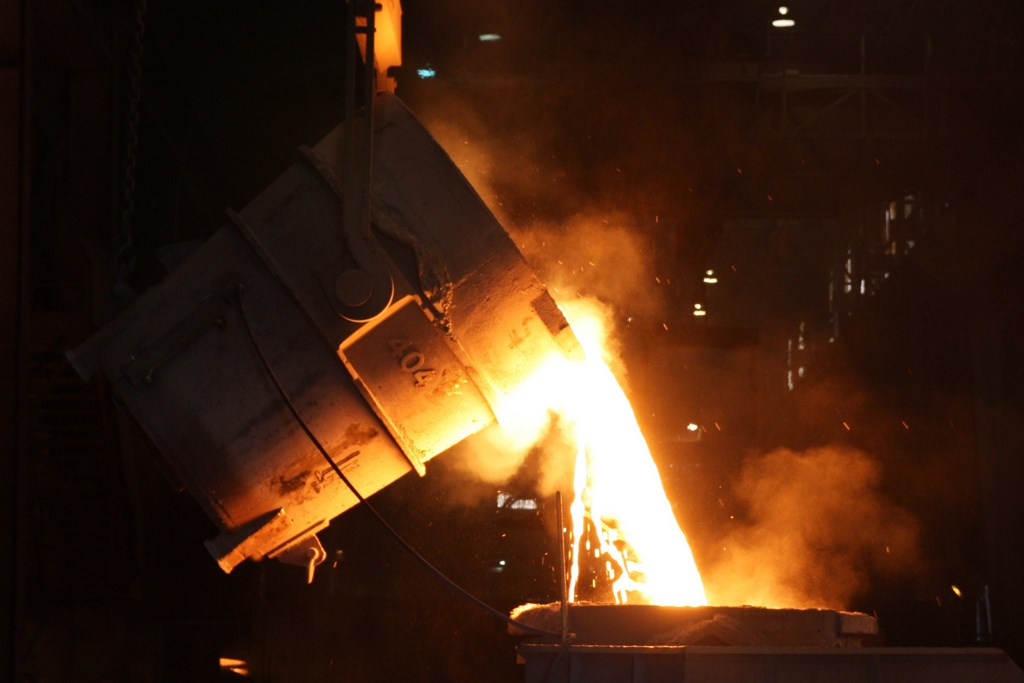
Fesil鋼鐵廠
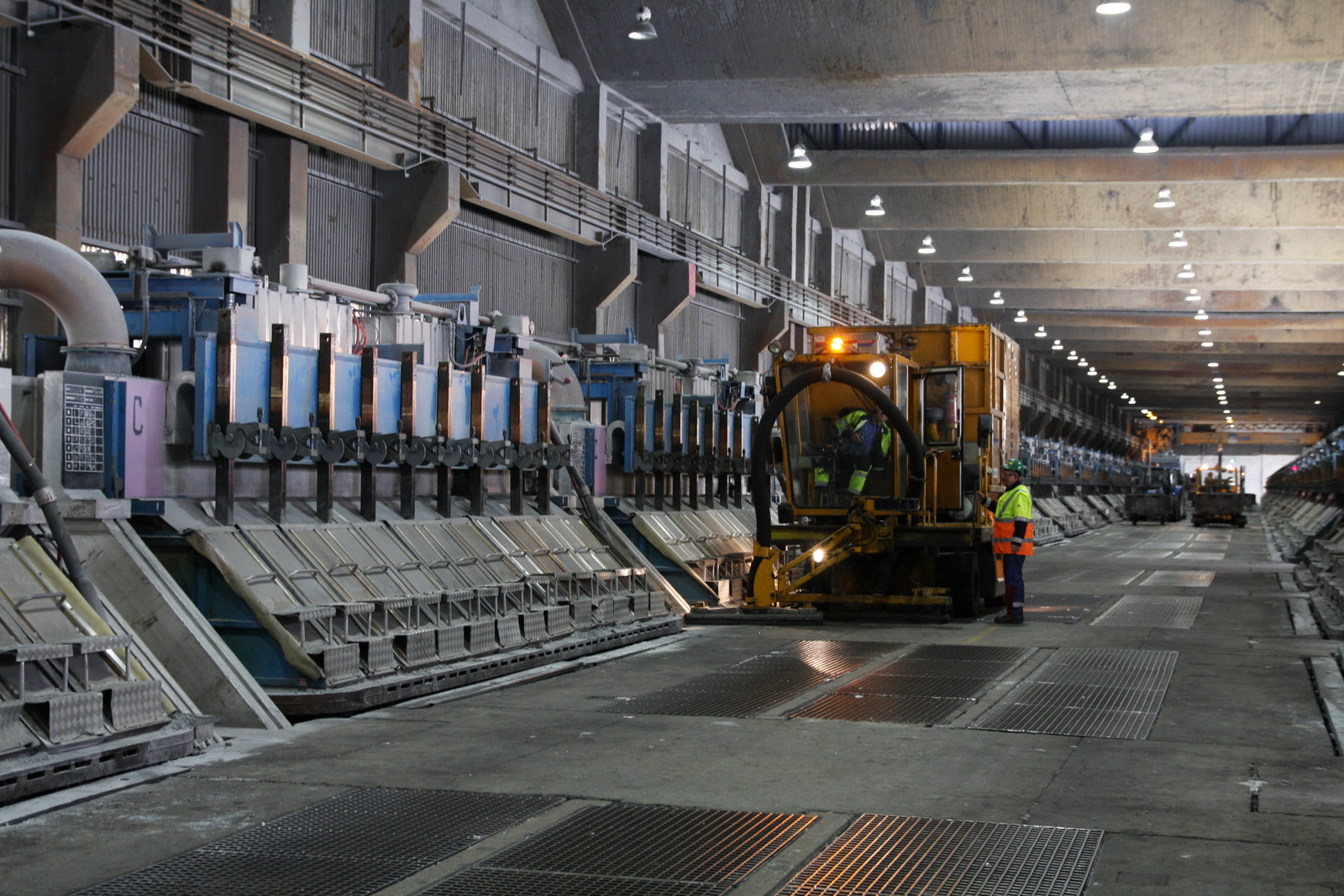
Ovnshall煉鋁廠